# Gingins
Gingins es una comuna suiza del cantón de Vaud, situada en el distrito de Nyon. Limita al norte con la comuna de Saint-Cergue, al este con Trélex y Grens, al sur con Chéserex, y al oeste con La Rippe y Prémanon (FR-39).
La comuna hizo parte hasta el 31 de diciembre de 2007 del círculo de Gingis.